# Oodera hoggarensis
Oodera hoggarensis är en stekelart som beskrevs av Karl-Johan Hedqvist 1967. Oodera hoggarensis ingår i släktet Oodera och familjen puppglanssteklar. Inga underarter finns listade i Catalogue of Life.